# 人工智慧冷戰
人工智慧冷戰（英語：AI Cold War）是敘述美國和中華人民共和國之間的冷戰，主要集中在人工智慧技術領域的緊張關係，而不是像首次冷戰中集中在核彈、核能力的軍備競賽或意識形態的競賽。
人工智慧冷戰，是人工智慧的競賽，但當中也包括涉及美國和中國利用人工智慧技術來增強軍事能力。中美緊張關係中令人關注的關鍵領域是半導體，因為半導體對於人工智慧產業的競爭力發揮關鍵作用。